# Phyllocrania paradoxa
La mantis fantasma o mantis de hoja muerta (Phyllocrania paradoxa), es una especie de insectos de la familia Hymenopodidae nativa del sur de África. Es una de tres especies del género Phyllocrania. Esta mantis parece una hoja muerta. Es fácil de criar en particular debido a su capacidad para tolerar otros especímenes con una baja propensión al canibalismo, que es inusual en la mantis. Su alimentación se basa principalmente en insectos acorde a su tamaño, es decir, insectos como Drosophila melanogaster o funebris.

## Descripción
En comparación con muchas otras mantis, la mantis fantasma es una "especie en miniatura" que mide de unos 45 a 50 milímetros (1,8 a 2,0 pulgadas) de largo.
Viene en varios tonos marrones desde marrón muy oscuro (casi negro) hasta gris verdoso. Los colores de un individuo cambian entre mudas y también dependen de los niveles de luz y humedad.
Phyllocrania paradoxa se camufla para que parezca material de hojas secas y muertas. Tiene una cabeza alargada, un protórax extendido aplanado y protuberancias en forma de hojas en sus extremidades. La mantis también tiene un ala delantera que se parece a una hoja desecada, y los "pliegues" en las alas son en realidad sombras de pigmento.
En la naturaleza, la mantis religiosa fantasma se mezcla eficazmente con las hojas muertas. Los depredadores, como las aves, tienden a pasar por alto los insectos que se asemejan a su entorno y, al quedarse quietos, la mantis religiosa fantasma puede pasar desapercibida.
Si están amenazadas, las ninfas grandes y las hembras adultas adoptan tanatosis, es decir, se hacen el muerto, mientras que los machos adultos huyen o vuelan.
La ooteca de P. paradoxa puede incubar hasta tres docenas de crías. Las ninfas de 1er y 2.º estadio de esta especie son de color oscuro y utilizan el mimetismo de las hormigas como defensa.

## Distribución
Phyllocrania paradoxa tiene una amplia distribución en el continente africano y sus islas y se puede encontrar en Angola, Camerún, provincia del Cabo, cuenca del Congo, Etiopía, Ghana, Guinea, Costa de Marfil, Kenia, Malawi, Madagascar, Mozambique, Namibia, Somalia, Sudáfrica, Sudán, Tanzania, Togo, Transvaal, Uganda y Zimbabwe También se encuentra en el Sur de Europa.

### Hábitat
La mantis fantasma habita en zonas secas, arbustos y árboles al aire libre.

## Galería

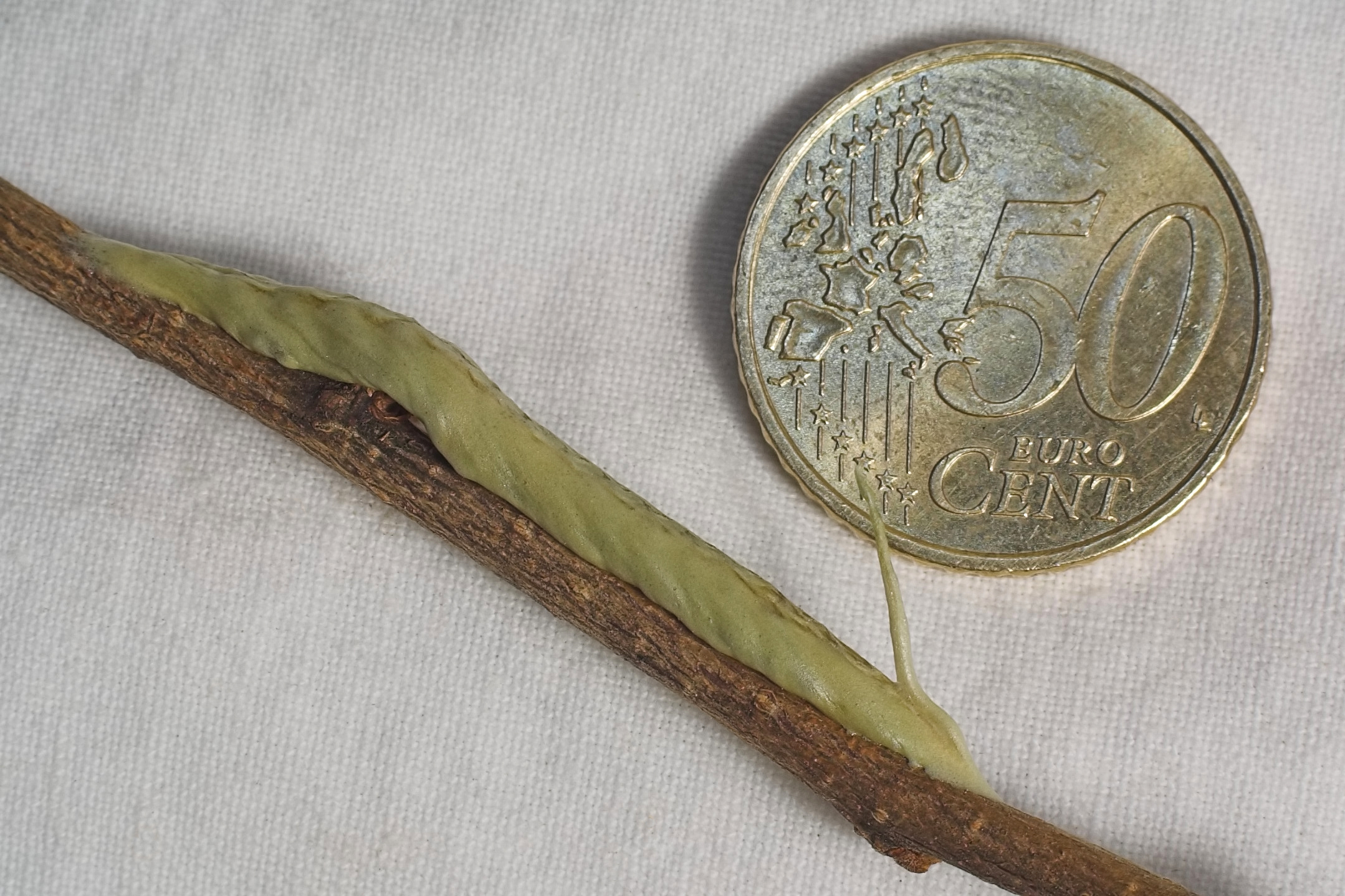
Mantis fantasma ooteca
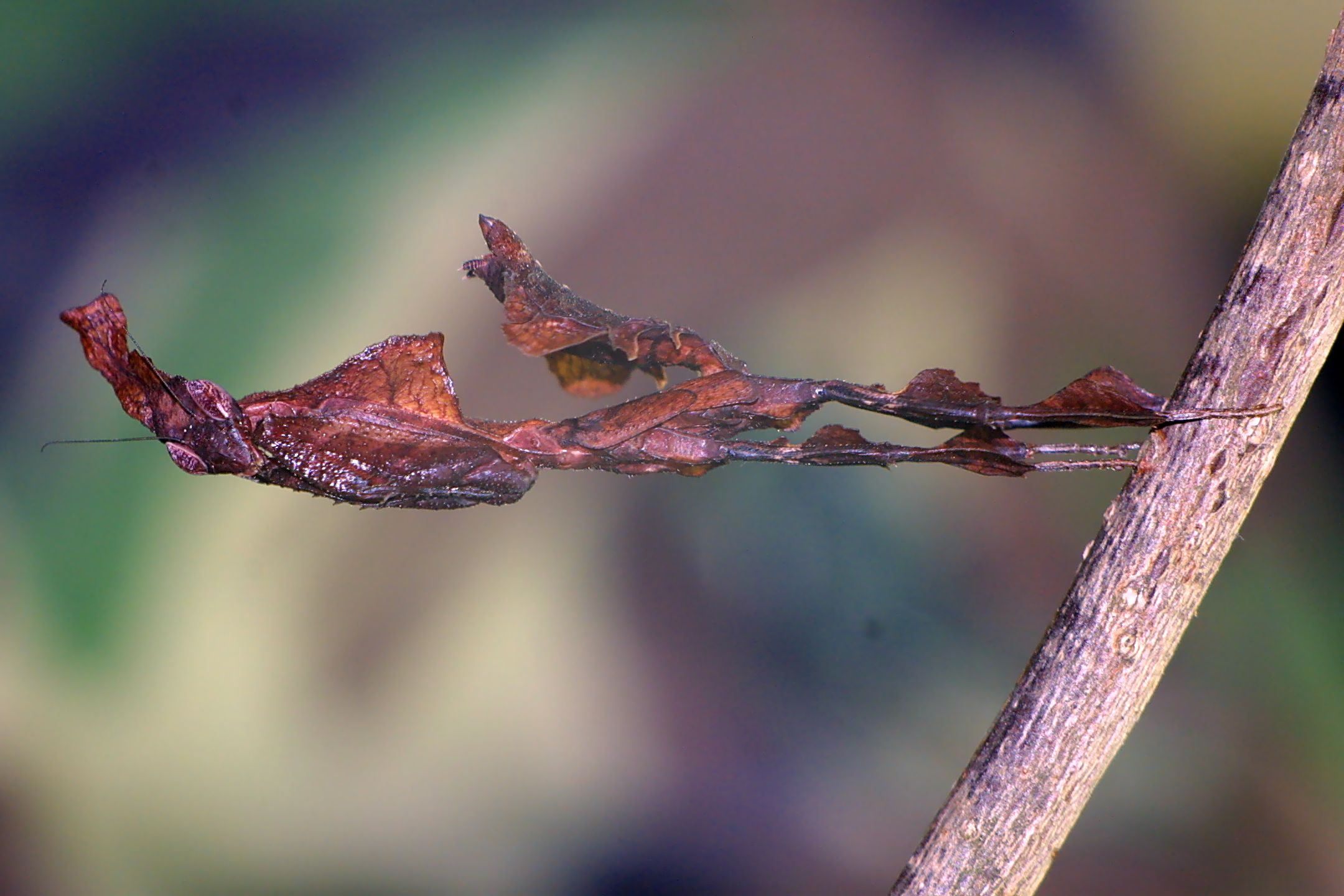
Mantis fantasma hembra subadulta
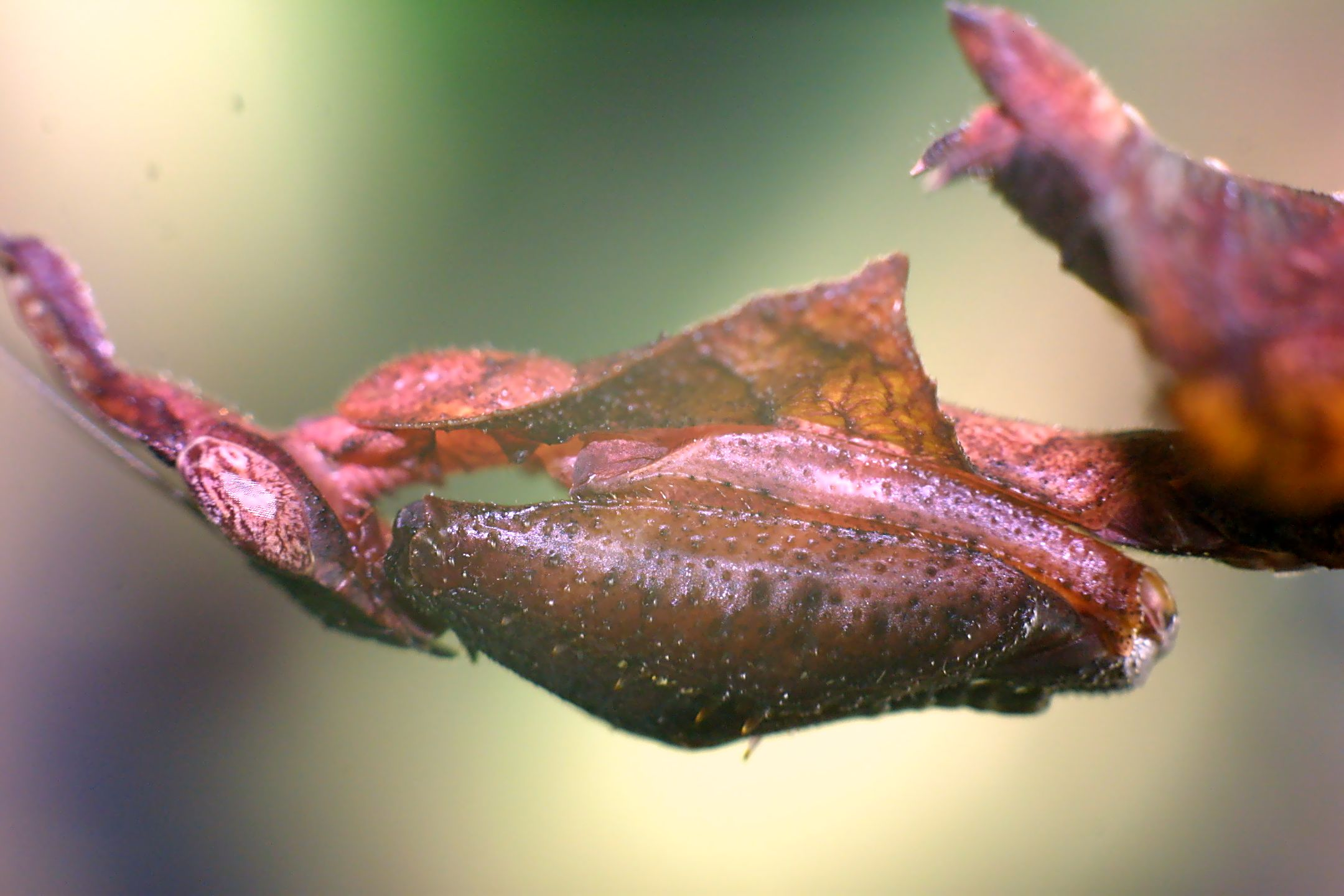
Mantis fantasma hembra subadulta
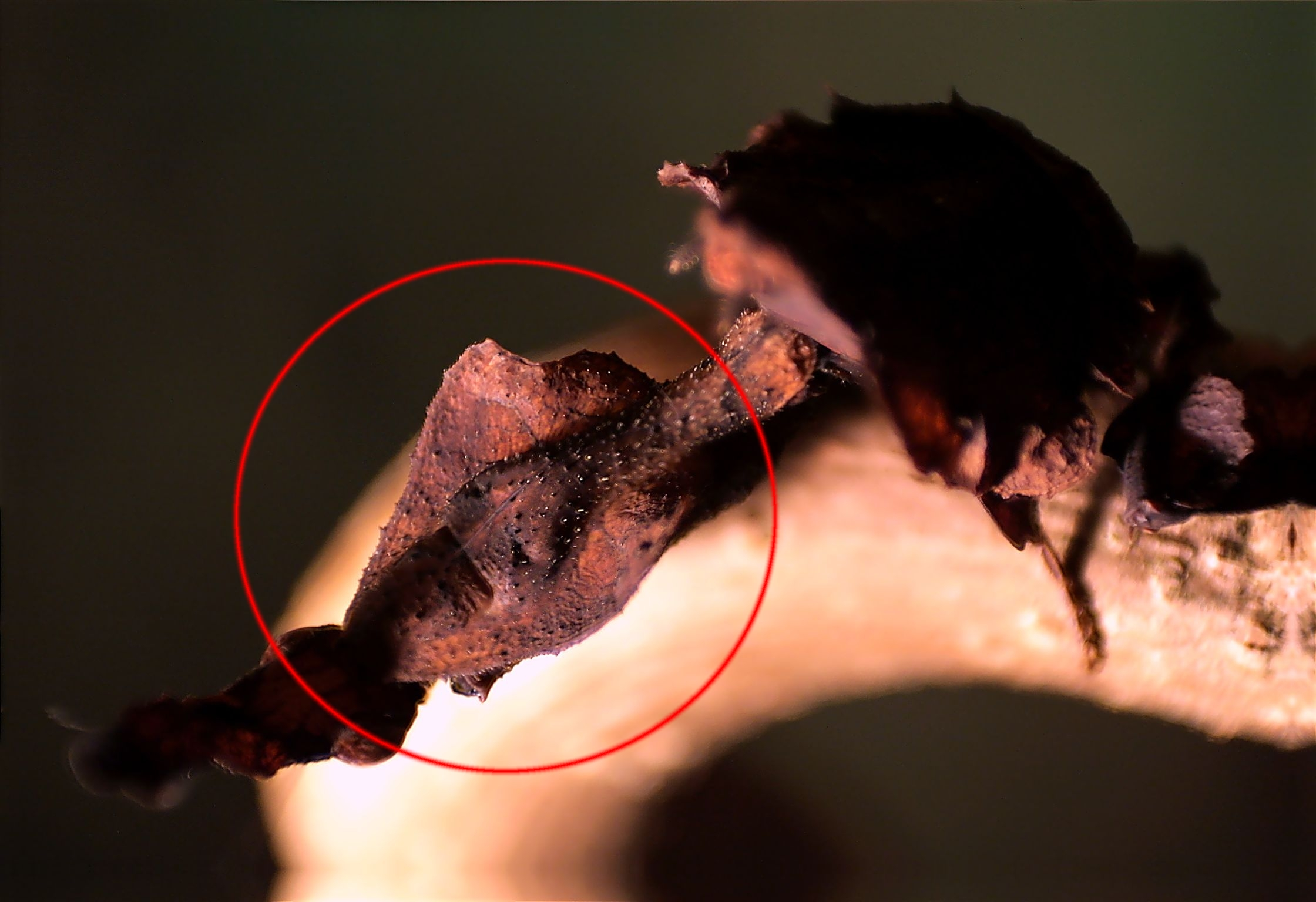
Caparazón de una mantis fantasma hembra subadulta
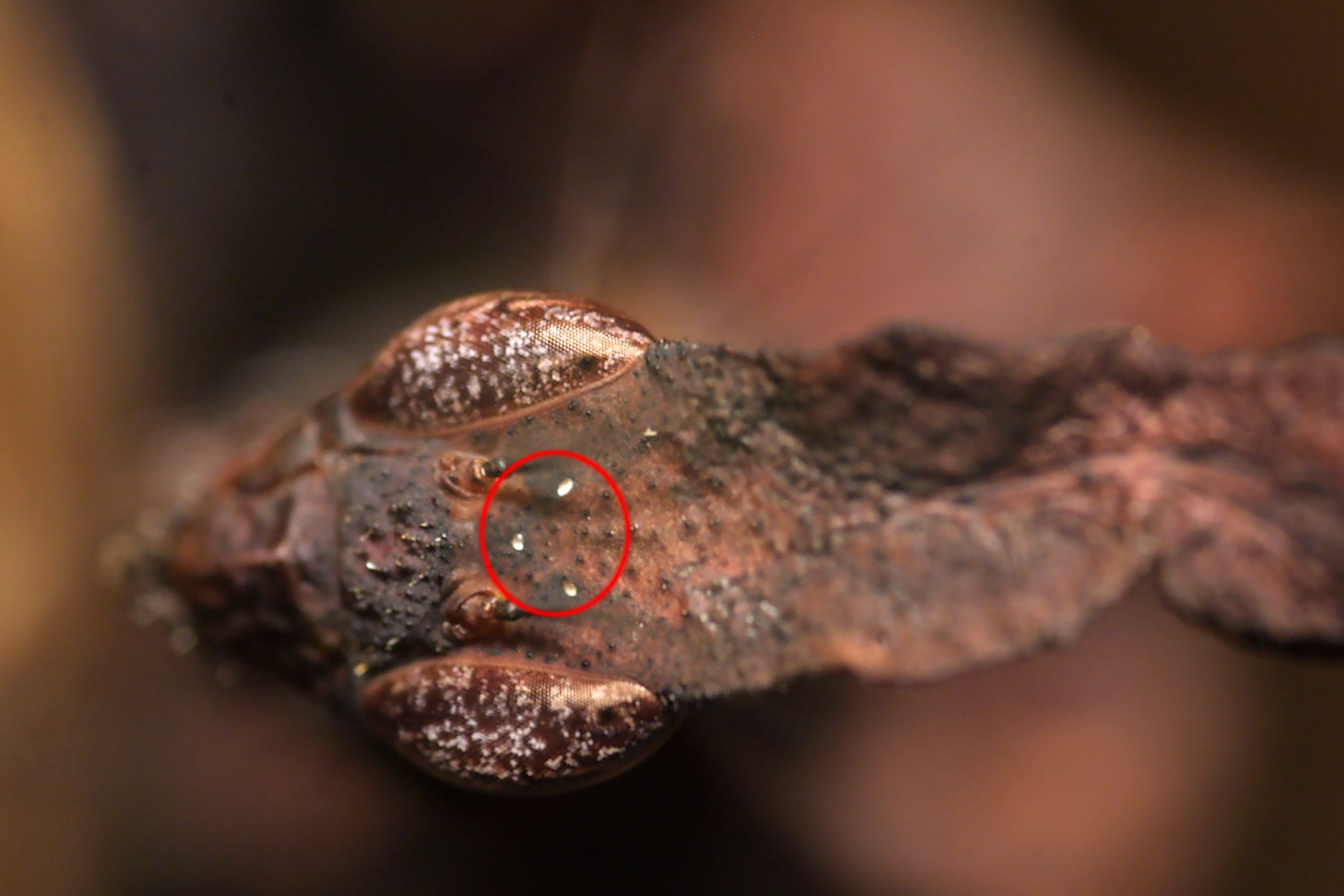
Mantis fantasma hembra, ocelo
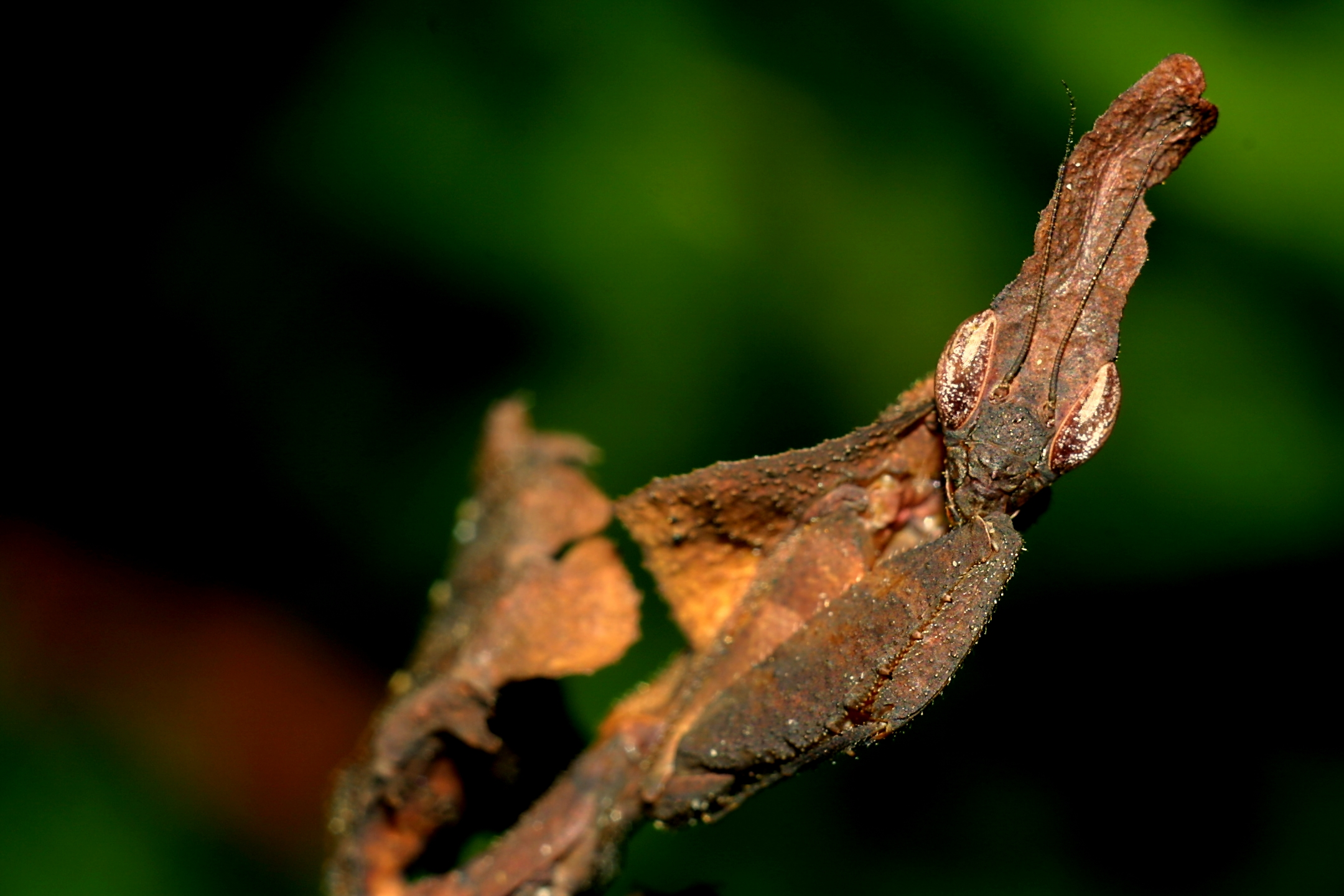
Mantis fantasma hembra subadulta
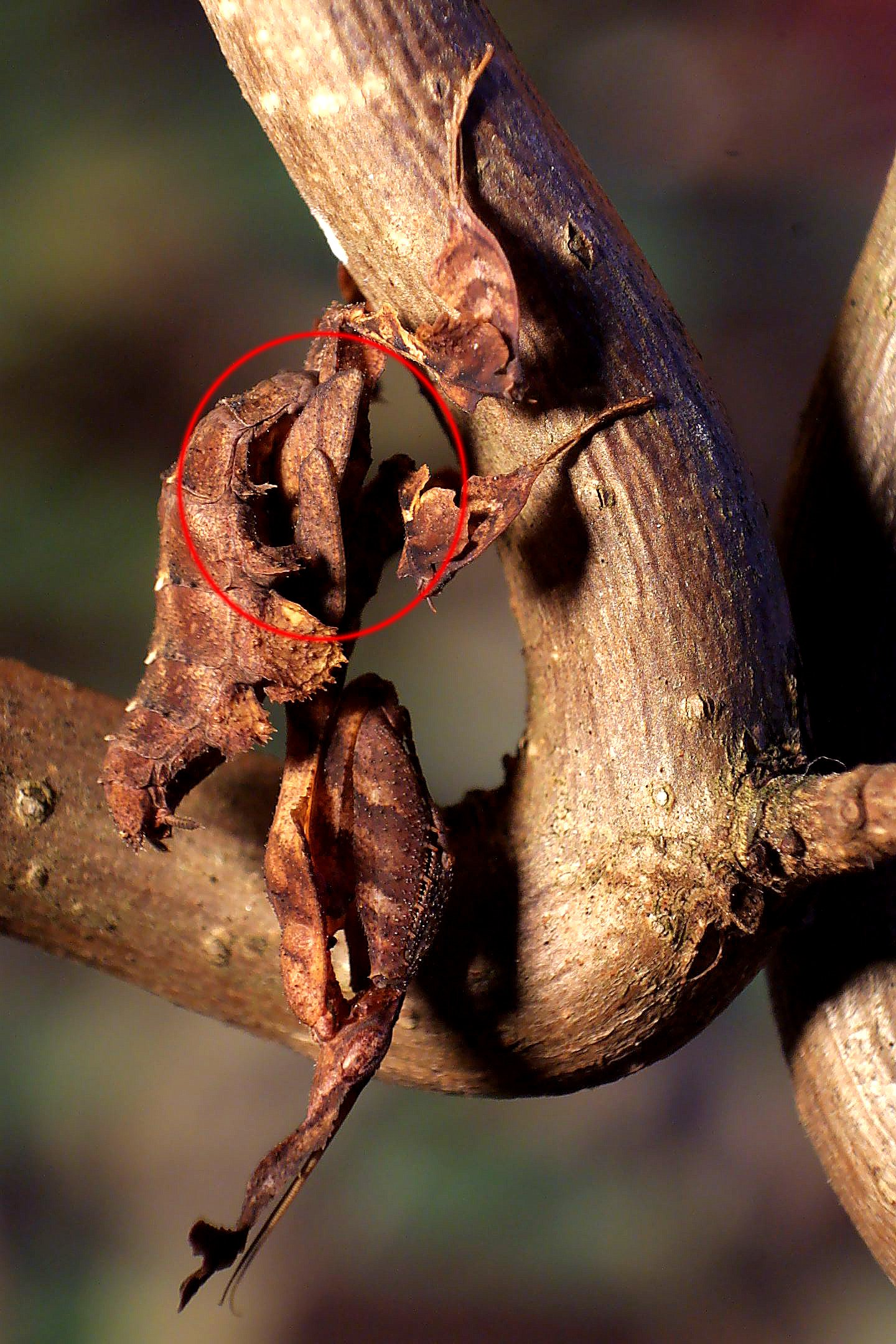
Brotes de ala de mantis fantasma macho subadultos
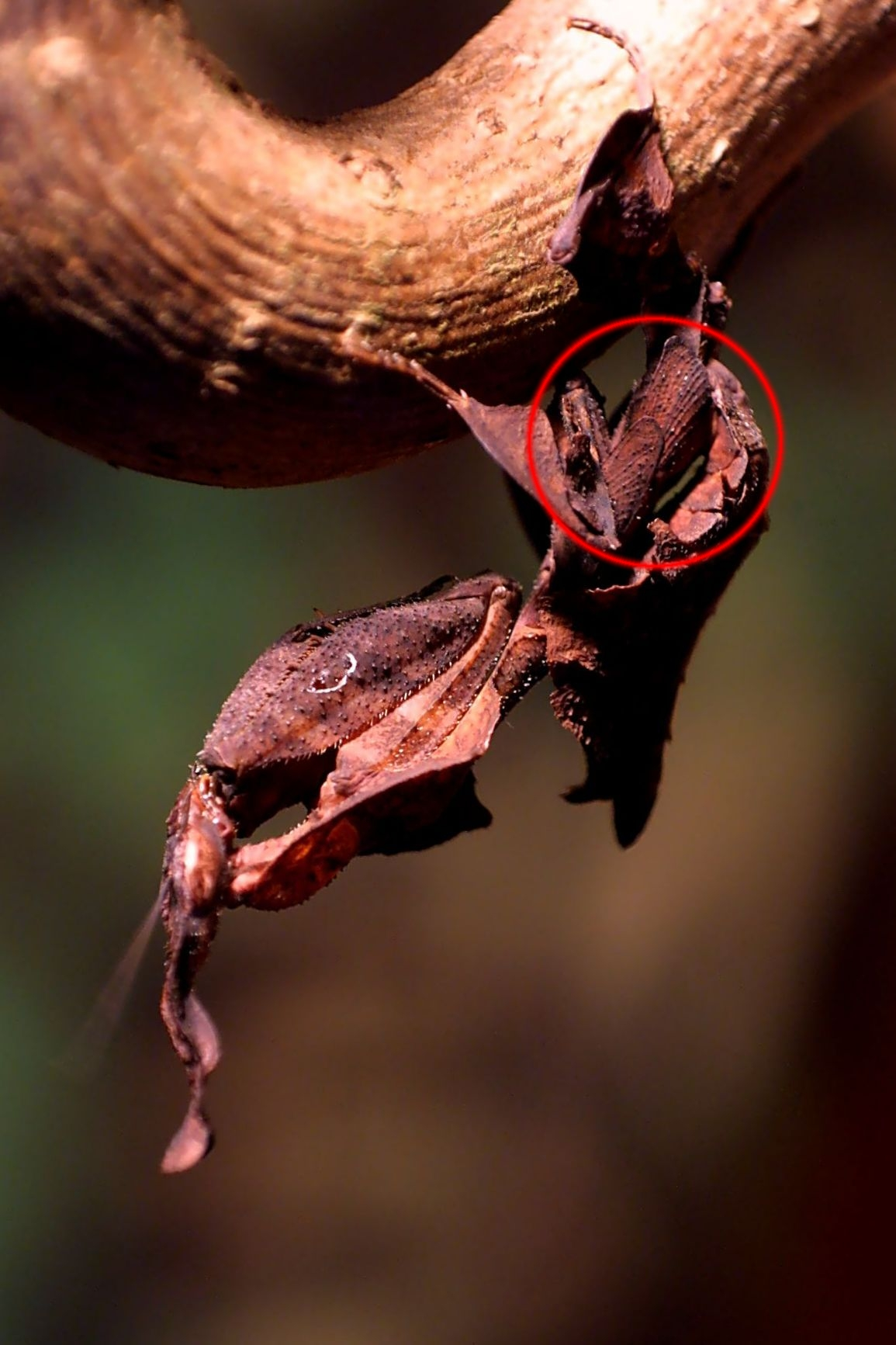
Hembra subadulta de mantis fantasma